# South Holland (Illinois)
South Holland is een plaats (village) in de Amerikaanse staat Illinois, en valt bestuurlijk gezien onder Cook County.
South Holland werd opgericht in 1846 door Nederlandse immigranten uit Zuid-Holland. Aanvankelijk heette de nederzetting De Laage Prairie, totdat zij in 1870 werd omgedoopt tot South Holland. Dankzij de aanleg van de Illinois Central Railroad in 1853 maakte het dorp een groei door. In 1894 werd South Holland een gemeente.
Het dorp was aanvankelijk een agrarische gemeenschap. Vooral de uienteelt was succesvol. Na de Tweede Wereldoorlog werd South Holland steeds meer een forensenplaats voor Chicago; het agrarische gebied werd gebruikt voor de bouw van woningen en bedrijfsterreinen.
Sinds de oprichting van South Holland geldt er een alcoholverbod. Pas in 2023 werd het wel voor het eerst enigszins versoepeld; één restaurant kreeg een drankvergunning, zolang het maar mèt eten is.

## Demografie
Bij de volkstelling in 2000 werd het aantal inwoners vastgesteld op 22.147. In 2006 is het aantal inwoners door het United States Census Bureau geschat op 21.365, een daling van 782 (-3,5%).

## Geografie
Volgens het United States Census Bureau beslaat de plaats een oppervlakte van 18,9 km², geheel bestaande uit land.

## Plaatsen in de nabije omgeving
De onderstaande figuur toont nabijgelegen plaatsen in een straal van 8 km rond South Holland.